# 梅斯維爾 (愛荷華州)
梅斯維爾（英語：Maysville）是一個位於美國愛荷華州斯科特縣的城市。

## 地理
梅斯維爾的座標為41°38′57″N 90°43′06″W / 41.64917°N 90.71833°W，而該地的平均海拔高度為225米（即738英尺）。

## 人口
根據2010年美國人口普查的數據，梅斯維爾的面積為1.70平方千米，當中陸地面積為1.70平方千米，而水域面積為0.00平方千米。當地共有人口176人，而人口密度為每平方千米103人。